# UFC 1
The Ultimate Fighting Championship (senare namngiven UFC 1: The Beginning) var den första MMA-galan som anordnades av UFC (då ägt av Semaphore Entertainment Group (SEG)). Den hölls på McNichols Sports Arena i Denver, Colorado 12 November 1993. Galan sändes på pay-per-view och släpptes senare även för hemmamarknaden på VHS.

## Bakgrund
Rorion Gracie och Art Davie var bland de som skapade The Ultimate Fighting Championshipupplägget som var en åttamannaturnering, där vinnaren skulle få 50 000 USD. Turneringen bestod av matcher utan viktklasser, utan ronder och utan matchdomare. Brott mot de enda tre regler som turneringen hade skulle enbart bestraffas med en bot om 1 500 USD. De tre reglerna var: 
- Inga bett
- Inga ögonpetningar
- Inga grensparkar eller -slag

Varje match kunde bara sluta via submission, KO, eller att hörnan kastade in handduken. Handskar var tillåtna vilket Art Jimmerson visade på i sin kvartsfinalmatch när han tävlade iförd en enda boxningshandske. Enligt Ray Thompson på MMAmental.com har ingen MMA-utövare använt sig av en-handske-tekniken efter UFC 1.

Royce Gracie vann turneringen när han vann sin finalmatch mot Gerard Gordeau via en rear-naked submission.

UFC 1:s supervisors (referee i USA) var João Alberto Barreto och Hélio Vigio, två brasilianska domarveteraner från vale tudo-världen.
Kommentatorerna på pay-per-viewen var Bill Wallace, Jim Brown och Kathy Long. Vidare matchanalyser under PPV:n erhölls från Rod Machadooch och intervjuer gjordes av Brian Kilmeade. Galan hade Jason DeLucia som ersättare efter att han vunnit en ersättarmatch mot Trent Jenkins. Ingen utövare drog sig ur galan dock, så han behövde aldrig kliva in.

## UFC 1 turneringsträd
|  | Kvartsfinaler                   | Kvartsfinaler |                |      | Semifinaler | Semifinaler |  |  | Final | Final |
|  |                                 |               |                |      |             |             |  |  |       |       |
|  |                                 |               |                |      |             |             |  |  |       |       |
|  |                                 |               |                |      |             |             |  |  |       |       |
|  | Gerard Gordeau (Savate)         | TKO           |                |      |             |             |  |  |       |       |
|  | Gerard Gordeau (Savate)         | TKO           |                |      |             |             |  |  |       |       |
|  | Teila Tuli (Sumo)               | 0:26          |                |      |             |             |  |  |       |       |
|  | Teila Tuli (Sumo)               | 0:26          | Gerard Gordeau | TKO  |             |             |  |  |       |       |
|  |                                 |               | Gerard Gordeau | TKO  |             |             |  |  |       |       |
|  |                                 | Kevin Rosier  | 0:59           |      |             |             |  |  |       |       |
|  | Kevin Rosier (Kickboxning)      | Kevin Rosier  | 0:59           | TKO  |             |             |  |  |       |       |
|  | Kevin Rosier (Kickboxning)      |               |                | TKO  |             |             |  |  |       |       |
|  | Zane Frazier (Amerikansk Kempo) | 4:20          |                |      |             |             |  |  |       |       |
|  | Zane Frazier (Amerikansk Kempo) | 4:20          | Gerard Gordeau | 1:40 |             |             |  |  |       |       |
|  |                                 |               | Gerard Gordeau | 1:40 |             |             |  |  |       |       |
|  |                                 | Royce Gracie  | SUB            |      |             |             |  |  |       |       |
|  | Royce Gracie (BJJ)              | Royce Gracie  | SUB            | SUB  |             |             |  |  |       |       |
|  | Royce Gracie (BJJ)              |               |                | SUB  |             |             |  |  |       |       |
|  | Art Jimmerson (Boxning)         | 2:18          |                |      |             |             |  |  |       |       |
|  | Art Jimmerson (Boxning)         | 2:18          | Royce Gracie   | SUB  |             |             |  |  |       |       |
|  |                                 |               | Royce Gracie   | SUB  |             |             |  |  |       |       |
|  |                                 | Ken Shamrock  | 0:57           |      |             |             |  |  |       |       |
|  | Ken Shamrock (Shootfighting)    | Ken Shamrock  | 0:57           | SUB  |             |             |  |  |       |       |
|  | Ken Shamrock (Shootfighting)    |               |                | SUB  |             |             |  |  |       |       |
|  | Patrick Smith (Taekwondo)       | 1:49          |                |      |             |             |  |  |       |       |
|  | Patrick Smith (Taekwondo)       | 1:49          |                |      |             |             |  |  |       |       |